# Yasemin Adar
Yasemin Adar (Niğde, 6 de desembre de 1991) és una lluitadora turca a la categoria de 76 kg, 2 cops medalla d'or en el Campionat Mundial de Lluita i 7 cops medalla d'or en el Campionat Europeu de Lluita, va guanyar la medalla de bronze en els Jocs Olímpics d'estiu de 2020. És integrant del club esportiu Trakya Birlik.